# Альсаменди, Антонио
Анто́нио Валенти́н Альсаме́нди Ка́сас (исп. Antonio Valentín Alzamendi Casas; род. 7 июня 1956, Дурасно) — уругвайский футболист, нападающий.

## Биография
Один из самых выдающихся уругвайских игроков в 1970—1980-е годы. В 1986 году был признан футболистом года в Южной Америке. В тот год Альсаменди завоевал с аргентинским клубом «Ривер Плейт» Кубок Либертадорес и Межконтинентальный кубок, причём он был признан также и лучшим игроком матча против «Стяуа».
Дважды Антонио принимал участие в Чемпионатах мира со сборной Уругвая — в 1986 и 1990 годах. В 1983 и 1987 годах завоёвывал Кубок Америки.
По завершении карьеры футболиста работал тренером. Возглавлял такие команды, как перуанский «Сьенсиано» и уругвайский «Феникс».

## Титулы и достижения
- Чемпион Уругвая (2): 1983, 1985
- Чемпион Аргентины (2): 1978 (Насьональ), 1986
- Кубок Либертадорес: 1986
- Межамериканский кубок: 1987
- Межконтинентальный кубок: 1986
- Победитель Кубка Америки (2): 1983, 1987
- Футболист года в Южной Америке: 1986